# George Michael vs Sony
El caso judicial George Michael Vs Sony de 1993 surgió con una demanda presentada contra la compañía discográfica Sony por George Michael, popular cantautor inglés que toca influencias del pop, soul, y quien había disfrutado de un éxito fenomenal mundial desde la década de 1980, como miembro del dúo Wham! y después como solista.

## Antecedentes
En 1993, Michael estableció una discreta relación sentimental con Anselmo Feleppa, a quien había conocido en el concierto Rock in Rio de 1991. En el momento de su actuación en el Concierto en Tributo a Freddie Mercury George ya sabía que su amigo brasileño Anselmo tenía una enfermedad terminal. Después de dos meses, Feleppa murió de una hemorragia cerebral relacionada con el sida. 
Michael fue incapaz de escribir canciones durante el siguiente año y medio, como consecuencia de su dolor y de una profunda depresión. Y en este periodo de silencio, puso su ira en un juicio que decidió emprender contra su compañía discográfica Sony, por desacuerdos sobre su contrato. Este contrato, firmado en 1988, tenía una duración de quince años y estipulaba la producción de ocho álbumes.

## El juicio
El caso que los ejecutivos de la industria musical de todo el mundo temían durante meses, se abría paso en la Alta Corte inglesa en octubre de 1993. Los analistas dijeron que, si George Michael ganaba el juicio, las compañías de música podrían enfrentarse a una serie de acciones legales de otros artistas exigiendo términos similares.
En la primera fila de la Corte los abogados de George afirmaron que la estrella del pop fue víctima no sólo de un contrato injusto, sino de una industria donde el poder se concentraba en muy pocas manos en prejuicio de los artistas de grabación. A un lado de la sala de audiencias los abogados de Sony Corp. (que compró la compañía discográfica original de Michael, CBS, en 1987) hizo hincapié en que George Michael había firmado un contrato vinculante.
Al esbozar su caso, el abogado de Michael, Mark Cran, dijo que su cliente había firmado con una compañía de grabación con apenas 18 años de edad, y había sido un prisionero de esta acción desde entonces. El Sr. Cran describió a su cliente y a su socio en el grupo de pop Wham! como "completamente desconocidos" en el momento y como "suplicantes en busca de cualquier contrato que pudieran conseguir." Lo que obtuvieron, el Sr. Cran insistía, era un compromiso de por vida a su compañía discográfica. "Este caso no se trata de dinero", argumentó el Sr. Cran. "Se trata de retención de libre comercio, un acuerdo que une a George Michael por toda su carrera profesional a cláusulas que pueden ser obradas en perjuicio sustancial". En la cuantificación de esa desventaja, el Sr. Cran insistió en que el beneficio de Sony amasó con el Sr. Michael fue seis veces lo que el propio George Michael recibió. El Sr. Cran citó documentos presentados por Sony en 1991, que ponían su beneficio neto en cada grabación de un disco compacto en £ 2.45 ($ 3.71), en comparación con la ganancia final del Sr. Michael en las ventas de cada CD: 37 peniques.
Los puntos del abogado de George incluyen la remuneración y el hecho de que los artistas de grabación tiene que entregar los derechos de autor sobre su trabajo a sus sellos discográficos. Dijo, sin embargo, que el punto más importante era la naturaleza de vigencia del contrato. El "desequilibrio" en el contrato de grabación estándar, dijo, habló mucho sobre la concentración de poder entre las seis empresas que dominan la industria de la música y se añadirán a sus estrellas están "encadenadas". Las grandes empresas, el Sr. Cran argumenta, "sólo compiten entre sí cuando se trata de la venta, promoción y marketing", no en los términos que ofrecen a los artistas de grabación, sobre todo no probada en artistas, por sus servicios.
Entre las quejas de Michael es que Sony no ha apoyado plenamente el lanzamiento de su segundo álbum en solitario que resulta en su bajo rendimiento en los Estados Unidos en comparación con Faith. Sony respondió que Michael se había negado a aparecer en los vídeos promocionales y esto fue lo que había causado la mala respuesta al álbum.
Se dice que la razón para la salida de Michael de Sony, sin embargo, tenía poco que ver con su contrato de grabación y mucho más que ver con la forma en que fue tratado por el entonces presidente de la compañía, Donnie Ienner. Durante una conversación telefónica entre Ienner y el mánager de George Michael, Robert Kahane, Ienner supuestamente le dijo a Kahane "Usted que dirá maricón de mierda (George Michael)...". Sin saberlo Ienner, George estaba escuchando en el otro teléfono, y Michael se puso loco cuando escuchó los comentarios despectivos de Ienner. Como resultado, Michael dijo a Ienner que él nunca grabaría para Sony de nuevo y siguió con su demanda contra Sony.

## Fallo: pierde George Michael
El caso fue fallado en contra de Michael. Como consecuencia de ello, Michael declaró que no daría a conocer material nuevo hasta que hubiera completado el mínimo de sus obligaciones contractuales a Sony declarando que él fue víctima de la esclavitud artística.
Sin embargo, El 17 de noviembre de 2003, George Michael volvió a firmar con Sony Music.